# Polizeiruf 110: Fieber
Fieber ist die 331. Folge der ARD-Krimireihe Polizeiruf 110. Der Film wurde im Auftrag des BR unter der Regie von Hendrik Handloegten produziert und am 30. September 2012 beim Filmfest Hamburg uraufgeführt. Die Erstausstrahlung am 4. November 2012 im Ersten wurde in Deutschland insgesamt von 7,29 Millionen Zuschauern gesehen und erreichte einen Marktanteil von 19,6 Prozent. In seinem vierten Fall wird der Münchner Ermittler Hanns von Meuffels bei einem Einsatz angeschossen und ermittelt situationsbedingt in einem Krankenhaus, als dort mehrere Patienten und eine Ärztin sterben.

## Handlung
Ein Geiselnehmer war in einen Kindergarten eingedrungen und drohte, ein Kind zu töten. Obwohl das SEK bereitstand, stürmte von Meuffels Assistentin, Anna Burnhauser, in das Gebäude, um die Aufmerksamkeit des Geiselnehmers von dem Kind abzulenken. Von Meuffels folgt ihr und in einem beginnenden Schusswechsel wird der Kommissar getroffen. Er wird in ein Krankenhaus gebracht und notoperiert. In der Phase der Genesung erhält er starke Schmerzmittel und es fällt ihm schwer, die Realität von seinen Wahnvorstellungen zu unterscheiden. Häufig begegnet ihm sogar der Mann, der ihn bei dem Einsatz angeschossen hatte und der eigentlich im Koma liegt.
Trotz seiner Fieberträume ist sich von Meuffels sicher, seinem ehemaligen Internatskameraden Detlef Ellermann als Patienten begegnet zu sein, und obwohl Ellermann am nächsten Tag entlassen werden sollte, stirbt er noch in der Nacht. Sein Bettnachbar berichtet sogar von Menschenversuchen im Keller der Klinik, weshalb immer mal wieder Patienten plötzlich verschwinden würden. Von Meuffels versucht, dem nachzugehen. Dabei belauscht er Gespräche zwischen den Ärzten, die ihm geheimnisvoll vorkommen. Es gelingt ihm, die Medizinakte von Ellermann zu stehlen, woraus ersichtlich ist, dass ein Nierenproblem die Todesursache gewesen sein soll. Im Krankenhaus hatte er sich aber einer ganz anderen OP unterzogen. Um das zu klären, bittet der Kommissar seine Kollegin Burnhauser, die ihn regelmäßig besuchen kommt, mit Ellermanns Frau zu sprechen, damit sie eine Obduktion beantragt. Doch die Witwe lehnt ab.
Von Meuffels beginnt, den Ärzten unangenehme Fragen zu stellen, dabei kann er das Vertrauen von Frau Dr. Oblenkow gewinnen, die bereit ist, mit ihm zu reden. Ehe es jedoch dazu kommt, begeht sie angeblich Suizid. Ihr Vorgesetzter Dr. Klenk gibt an, dass sie schwer tablettenabhängig gewesen wäre und eine drohende Kündigung sie sehr belastet hätte.
Am Ende bringen von Meuffels Verdächtigungen gegen die Klinik ihn selber in höchste Lebensgefahr. Er ist kurz davor, eine Vertuschung von MRSA-Fällen aufzudecken. Die betroffenen Patienten hatten sich mit dem Krankenhauskeim infiziert, was auf den Totenscheinen nicht vermerkt wurde. Da der Kommissar mit einem solchen Patienten auf einem Zimmer lag, hat er sich selber infiziert und kann nur mit großer Anstrengung der Ärzte gerettet werden.
Für den Tod von Dr. Oblenkow kann Schwester Angela verantwortlich gemacht werden, die zum einen eifersüchtig auf die junge Ärztin war und zum anderen befürchtete, dass sie die Klinik verraten würde. Auch ein Abrechnungsskandal wird aufgedeckt. Da Chefarztoperationen hochwertiger sind, wurden diese häufig bei der Krankenkasse abgerechnet, obwohl ein ganz anderer Arzt operiert hatte.

## Kritik
„Hendrik Handloegtens ‚Fieber‘ ist ein ‚Polizeiruf 110‘, der mit den Konventionen des TV-Krimis bricht wie kaum ein anderer und zugleich hoch spannend ist. Der Zuschauer dringt ins Unterbewusstsein des Helden ein, wird Augenzeuge absurder Halluzinationsszenen, die getragen werden vom furiosen Georg Friedrich.“

„nichts gegen einen ordentlichen Morphiumrausch, wir wollen ja nicht spießig erscheinen. Aber möchte man bei einer Diskussion über kriminelle Machenschaften von Medizinern wirklich einen schwer sedierten Cop als Gewährsmann?“

„Hendrik Handloegten (‚Fenster zum Sommer‘) setzt den halluzinativen Trip mit gespenstischer Atmo in Szene [–] Verstörend, schräg und einfallsreich.“

## Weiterführende Informationen
Weblinks
- Polizeiruf 110: Fieber bei IMDb
- Polizeiruf 110: Fieber  bei crew united
- Polizeiruf 110: Fieber auf den Internetseiten der ARD
- Polizeiruf 110: Fieber bei Tatort-Fans.de

Belege
1. ↑  Polizeiruf 110: Fieber. In: BR.de. Bayerischer Rundfunk, 7. Oktober 2015, abgerufen am 10. Mai 2022.
2. ↑   Freigabebescheinigung für Polizeiruf 110: Fieber. Freiwillige Selbstkontrolle der Filmwirtschaft (PDF; Prüfnummer: 159046/V).
3. ↑  Alterskennzeichnung für Polizeiruf 110: Fieber. Jugendmedienkommission; abgerufen am 10. Mai 2022.
4. ↑  Polizeiruf 110 – Fieber. Die Film GmbH, abgerufen am 10. Mai 2022.
5. 1 2  Rainer Tittelbach: Matthias Brandt – ein Kommissar zwischen Realität und Wahnvorstellungen. Tittelbach.tv, abgerufen am 10. Mai 2022.
6. ↑  Christian Buß: Kommissar Kaputt jagt Dr. Pfusch. Der Spiegel (online), 2. November 2012, abgerufen am 10. Mai 2022.
7. ↑  Polizeiruf 110: Fieber. In: TV Spielfilm. Abgerufen am 5. Januar 2022.